# NGC 4446
NGC 4446 је спирална галаксија у сазвежђу Береникина коса која се налази на NGC листи објеката дубоког неба.
Деклинација објекта је + 13° 54' 44" а ректасцензија 12h 28m 6,8s. Привидна величина (магнитуда) објекта NGC 4446 износи 13,8 а фотографска магнитуда 14,5. NGC 4446 је још познат и под ознакама UGC 7586, MCG 2-32-69, CGCG 70-103, VCC 1072, KCPG 339A, PGC 40962.